# Guillermo Valenzuela Figari
Guillermo Valenzuela Figari (1922 - 1994) fue un empresario y dirigente gremial chileno, presidente de la Sociedad Nacional de Minería de su país (Sonami) entre los años 1986 y 1989.
Se inició en las actividades mineras a la edad de dieciséis años. En este rubro llegó a desarrollar los negocios de explotación y producción de minerales.
Lideró la asociación que agrupa a los empresarios de su rubro a partir de agosto de 1986, tras derrotar en elecciones internas a quien sería su sucesor, Hernán Guiloff.
Fue director de la estatal Empresa Nacional de Minería (Enami) y asesor de la gerencia de minería del Banco de Concepción, antecedente de CorpBanca.
Contrajo matrimonio con Patricia Goudie Abbott, con quien tuvo seis hijos.

## Nota
1. ↑  En el consejo general del ente consiguió 47 votos contra los 35 de Guiloff.

| Predecesor: Manuel Feliú Justiniano | Presidente de la Sociedad Nacional de Minería 4 de agosto de 1986 - 29 de agosto de 1989 | Sucesor: Hernán Guiloff Izikson |

- Datos: Q5888990